# Обри, Жильбер
Жильбер Гийом Мари-Жан Обри (фр. Gilbert Guillaume Marie-Jean Aubry; род. 10 мая 1942, Сен-Луи, Реюньон, Франция) — французский прелат, поэт и певец. Епископ Сен-Дени-де-ла-Реюньон с 20 ноября 1975 по 19 июля 2023.